# Буроњ
Буроњ (фр. Bourogne) је насељено место у Француској у региону Франш-Конте, у департману Територија Белфор.
По подацима из 2011. године у општини је живело 1974 становника, а густина насељености је износила 143,98 становника/km².

## Демографија
| 1962. | 1968. | 1975. | 1982. | 1990. | 2011. |
| ----- | ----- | ----- | ----- | ----- | ----- |
| 838   | 845   | 906   | 1.216 | 1.353 | 1.974 |